# Crinia remota
Crinia remota är en groddjursart som först beskrevs av Tyler och Parker 1974.  Crinia remota ingår i släktet Crinia och familjen Myobatrachidae. IUCN kategoriserar arten globalt som livskraftig. Inga underarter finns listade i Catalogue of Life.